# Апоптоза
Апоптоза (грч. απόπτωσις означава опадање) је облик програмиране ћелијске смрти који се јавља у физиолошким и патолошким процесима у организму.Апоптоза је ограничена на појединачне ћелије, када сама ћелија спроводи програмирану смрт тј. извршава самоубиство и не јавља се запаљењска реакција. За разлику од ње код некрозе долази до смрти великог броја ћелија више различитих ткива, као последица дејства страних фактора, при чему се јавља запаљење.

## Примери апоптозе
Апоптоза се среће као део нормалних процеса раста и развоја организма нпр. у току ембрионалног и феталног периода, органогенезе, када се уклањају ткива и ћелије који нису потребни, а обавили су своју улогу. У процесу сазревања Т-лимфоцита у тимусу се процесом негативне селекције уклањају аутореактивни Т-лимфоцити. Такође се и у запаљењском процесу апоптозом елеминишу ћелије укључене у овај процес нпр. неутрофили у акутном запаљењу, лимфоцити који су обавили своју улогу... Апоптоза је заступљена у ћелијама и ткивима која се брзо деле као што су ентероцити-ћелије цревног епитела.
У патолошким процесима такође долази до активирања програмиране ћелијске смрти. Ћелије које су инфициране вирусом нпр. ћелије јетре-хепатоцити инфициране вирусом хепатитиса изврашавају ћелијско самоубиство (апоптозу). Када се услед дејства неког штетног фактора као што су зрачење, инфекција, хипоксија, туморска мутација, ћелија оштети у толикој мери да је поправка немогућа, а ћелија још увек живи, покреће се апоптоза и овакве ћелије изумиру. То је један вид одбрамбене реакције да би се спречио настанак дефектних ћелија које могу нпр. довести до тумора. Уопште немогућност ћелија да изврше апоптозу је један од битнијих фактора у настанку тумора. Тако нпр. онкоген bcl-2 који се јавља код неких лимфома и леукемија инхибише апоптозу и тако продужава животни век туморских ћелија

## Процес апоптозе
Апоптоза је активан процес, за који је потребна синтеза ензима и протеина, који учествују у њему. Програмирана ћелијска смрт је записана у ћелијском геному и може се активирати:
- дејством активишућих супстанци, које се везују за рецепторе ћелијске мембране или једра
- одсуством фактора раста, цитокина, хормона који су неопходни за преживљавање ћелија
- дејством фактора који изазивају оштећење ћелија.

Процес апоптозе одвија се у више фаза.

### Фаза иницијације
Апоптоза се може индуковати факторима спољашње средине или унутрашњим ћелијским факторима.
Факотори спољашње средине могу активирањем одређених рецептора покренути процес програмиране ћелијске смрти. Активацијом ових рецептора покрећу се механизни који преносе сигнале од ћелијске мембране до једра ћелије. Рецептори се активирају услед везивања одређених супстанци (лиганди) за одређене рецепторе ћелијске мембране. Најпознатији мембрански рецептори за апоптозу су рецептори за факторе некрозе тумора (фактор некрозе тумора је цитокин који се ствара у процесу запаљења). Неке супстанце нпр. глукокортикоиди се везују директно за рецепторе у једру (могу проћи криз ћелијску мембрану јер су липофилни). Као резултат ових процеса синтетишу се одређени протеини који активирају процес смрти ћелије.
Цитотоксични Т-лимфоцити су ћелије одбрамбеног система које су задужене за борбу углавном против вируса. Уколико је нека ћелија инфицирана вирусом, цитотоксични лимфоцити је уништавају на више начина. Један од њих је и активација апоптозе. Они на својој мембрани поседују супстанцу Фас (енгл. Fas) лиганд, која везивањем за Фас рецепторе циљне ћелије доводе до појаве сигнала који доводе до апоптозе.
Од унутарћелијских фактора битна је група гена која регулише ћелијски циклус.
За процес деобе (пролиферације) ћелије потребно је дејство  гена заједно са још једним фактора раста.  ген покреће процес деобе, али је потребан и додатни сигнал који дају фактори раста. Уколико овај сигнал изостане, ћелија добија сигнал за почетак деобе, али подршка изостаје па долази до контрадикторних сигнала услед чега се покреће апоптоза.
У контроли ћелијске деобе укључен је и ген п53 (енгл. p53), који се још зове чувар генома. Ген п53 припада групи тумор супресорских гена (спаречава настанак тумора) и уколико дође до оштећења ћелија или грешака у процесу ћелијске деобе може да заустави њихову деобу (митозу) у фази Г1, док се грешке не поправе, а ако се оне не могу поправити покреће апоптозу. Његовом мутацијом могу настати неки тумори као нпр. тумор дебелог црева.

### Фаза контроле и интеграције
У овој фази се активишу супстанце које доводе до појаве сигнала смрти (летални сигнали). Оне могу покренути процесе апоптозе или их блокирати и одложити смрт ћелије.
Сигнали смрти се могу пренети директно путем специфичних протеина или индиректно, активацијом протеина који регулишу функцију митохондрија на митохондрије, изазивајући повећану пропустљивост спољашње и унутрашње мембране митохондрија.
Повећање пропустљивости мемрана митохондрија је прећена ослобађањем цитохрома ц који покреће апоптозу. Цитохром ц се ослобађе и после оштећења митохондрија дејством хемијских и физичких фактора. 
Пропустљивост митохондријалне мембране регулишу и друге супстанце нпр. молекули енгл. Bcl-2 групе, који кодира истоимена група гена. Појавом овиг онкогена (гени кији подстичу настанак тумора) спречава се апоптоза, што може довести до настанка туморских ћелија. 

### Заједнички извршни стадијум апоптозе
Сви различити механизми настанка апоптозе завршавају се активацијом ћелијских протеолитичких ензима, каспаза, којима се ћелија разлаже и формирају апоптотска тела.
Ензими каспазе су протеолитички ензими који цепају пептидну везу иза остатака аспарагинске киселина. Постоји више од 10 врста ових ензима који се нормално налазе у неактивном облику, а активација првог протеина у низу покреће реакцију којом се сви активирају. Ове протеазе доводе до фрагментације протеина цитоскелета и једра. Такође ови ензими активирају и неактивне деоксирибонуклеазе које доводе до разлагања ДНК молекула. На тачно одређеним местима долази до цепања хроматина на мање фрагменте.
Услед дејства свих ових ензима настају апоптотска тела. То су малу фрагменти цитоплазме са деловима органела и једра.

### Уклањање апоптотских тела
Апоптотска тела се уклаљају процесом фагоцитозе од стране макрофага. У процесу апоптозе и формирања апоптотских тела делови ћелија се не ослобађају у околно ткиво и не долази до запаљења.

## Поремећаји у регулацији процеса програмиране ћелијске смрти
Постоје две групе поремећаја у којима је активност апоптотског система повећана или смањена.
- Генске мутације, интоксикације, зрачење, инфекција, исхемија доводе до повећања апоптозе (јер је више ћелија оштећено у поменутим процесима). Као последица неконтролисаног одумирања ћелија може се јавити инсуфицијенција јетре, имунодефицијенција (смањење одбрамбене способности организма), апластична анемија, шећерна болест...

- Услед смањене активности гена п53, смањеног везивања Фас [[лиганд (биохемија)|лиганда] за рецепторе је смањена индукција апоптозе. То може довести до настанка тумора, аутоимуних болести итд.